# Jakob Sprenger
Jakob Sprenger, né le 24 juillet 1884 à Oberhausen et mort par suicide le 7 mai 1945 à Kössen, est un homme politique allemand, membre du parti nazi. 

## Biographie
Sprenger est né à Oberhausen, près de Bad Bergzabern, dans le Palatinat rhénan. En 1922, alors employé en tant qu'inspecteur des postes, il rejoint le parti nazi. Antisémite convaincu, il gravit rapidement les rangs, devenant Gauleiter de Hesse-Nassau-Sud en 1927, avant d'être élu membre du Reichstag en septembre 1930. 
Le 5 mai 1933, Sprenger est nommé Reichsstatthalter de Hesse et dirigeant (Gauleiter) du nouveau Gau formé dans la province prussienne de Hesse-Nassau, qui comprend l’État fédéré de Hesse-Darmstadt. Au cours du processus de la Gleichschaltung, il succède à Philipp Wilhelm Jung à la tête du gouvernement provincial. Avec Martin Mutschmann de Saxe, il était le seul gouverneur chargé d'une telle double fonction. 
Le 1er septembre 1939, le SA-Obergruppenführer Sprenger est nommé commissaire du district de défense XII du Reich et, à compter du 1er décembre 1943, à ce même poste dans le Gau de Hesse-Nassau. Il est ensuite nommé haut président (Oberpräsident) de la province de Nassau en 1944, après le départ du prince Philippe de Hesse-Cassel.   
Dans la nuit du 25 au 26 mars 1945, Sprenger quitte Francfort pour se rendre à Kössen, en Autriche. Se sachant recherché, il se suicide avec son épouse le 7 mai 1945.